# Boiga saengsomi
Boiga saengsomi е вид змия от семейство Смокообразни (Colubridae). Видът е застрашен от изчезване.

## Разпространение
Разпространен е в Тайланд.